# Dienis Miszyn
Dienis Władimirowicz Miszyn (ros. Денис Владимирович Мишин; ur. 12 marca 1984) – rosyjski i azerski zapaśnik walczący w stylu klasycznym. Zajął dwunaste miejsce na mistrzostwach świata w 2009. Ósmy na mistrzostwach Europy w 2009. Ósmy w Pucharze Świata w 2009.
Wicemistrz Rosji juniorów w 2003 roku.
Brat zapaśnika Aleksieja Miszyna, złotego medalisty z Aten 2004.